# 加美駅
加美駅（かみえき）は、大阪府大阪市平野区加美鞍作（かみくらつくり）一丁目にある、西日本旅客鉄道（JR西日本）関西本線の駅である。駅番号はJR-Q23。「大和路線」の愛称区間に含まれている。

## 歴史
- 1909年（明治42年）
  - 4月1日：鉄道院の自働車（蒸気動車）専用乗降場として[2]、八尾駅 - 平野駅間に新設開業。
  - 10月12日：線路名称制定により、関西本線の所属となる[3]。
- 1969年（昭和44年）3月6日：橋上駅舎化[4]。
- 1987年（昭和62年）4月1日：国鉄分割民営化により、西日本旅客鉄道（JR西日本）の駅となる[5]。
- 1988年（昭和63年）3月13日：路線愛称の制定により、「大和路線」の愛称を使用開始。
- 1998年（平成10年）7月8日：自動改札機を設置し、供用開始[6]。
- 2003年（平成15年）11月1日：ICカード「ICOCA」の利用が可能となる[7]。
- 2009年（平成21年）10月4日：大阪環状・大和路線運行管理システム導入。
- 2015年（平成27年）11月28日：エレベーターの使用を開始。
- 2016年（平成28年）1月13日：バリアフリー化工事がすべて完成。
- 2018年（平成30年）
  - 3月17日：駅ナンバリングが導入され、使用を開始。
  - 11月30日：みどりの窓口の営業を終了。
  - 12月1日：みどりの券売機プラスの営業を開始。
- 2024年（令和6年）10月31日：みどりの券売機プラスを撤去[8]。

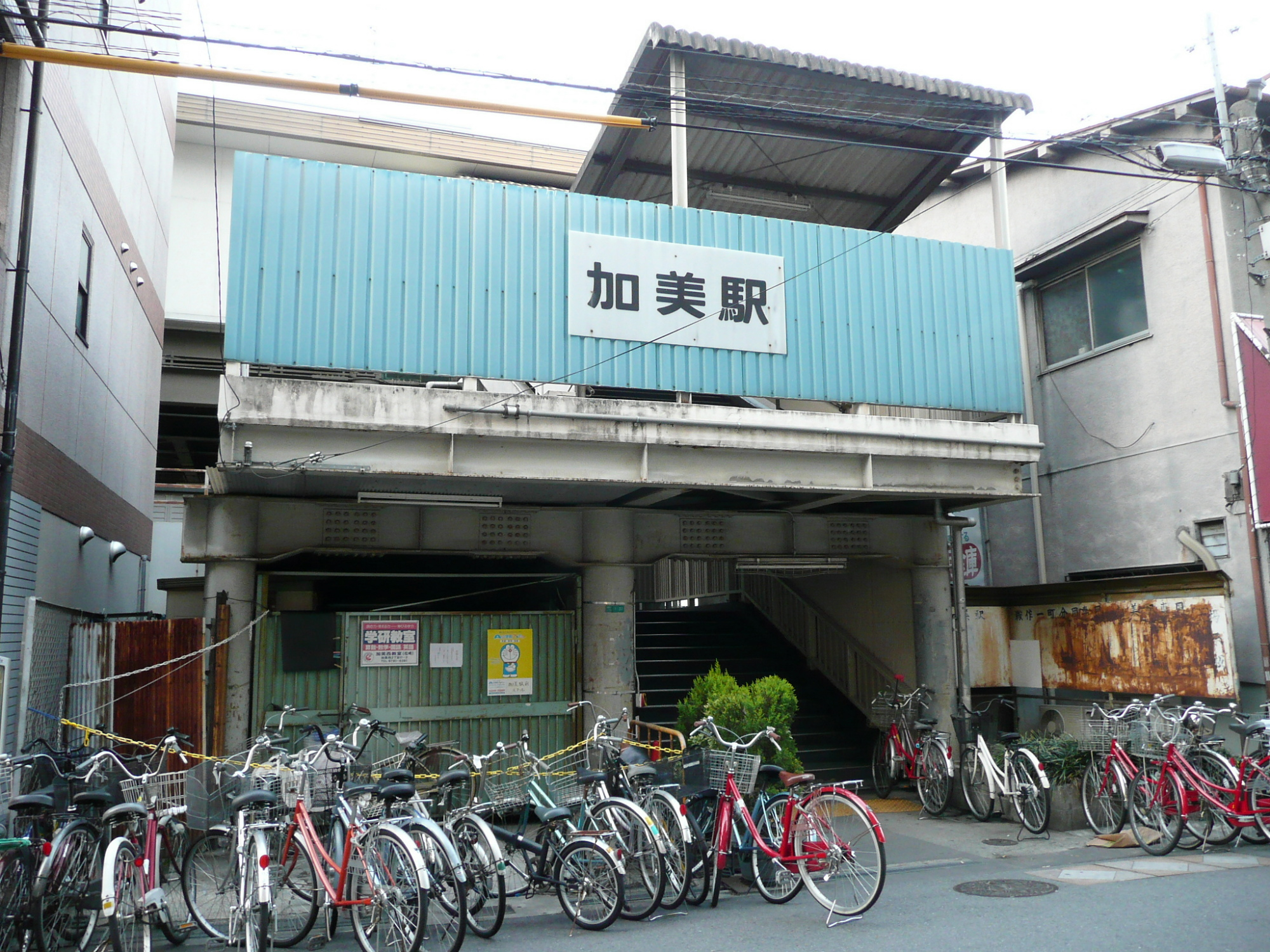
リニューアル前の南口（2007年12月）

## 駅構造
相対式ホーム2面2線を有する地上駅で、橋上駅舎を持つ。分岐器や絶対信号機がない停留所に分類される。
トイレ（男女、多目的ともに水洗式）は2番のりばにある。エレベーターは改札内（奈良方面と天王寺方面に1台ずつ）と改札外（南口に1台）に合計3台設置されている。待合室は設けられていない。ホーム有効長は6両。キヨスクは撤去された。

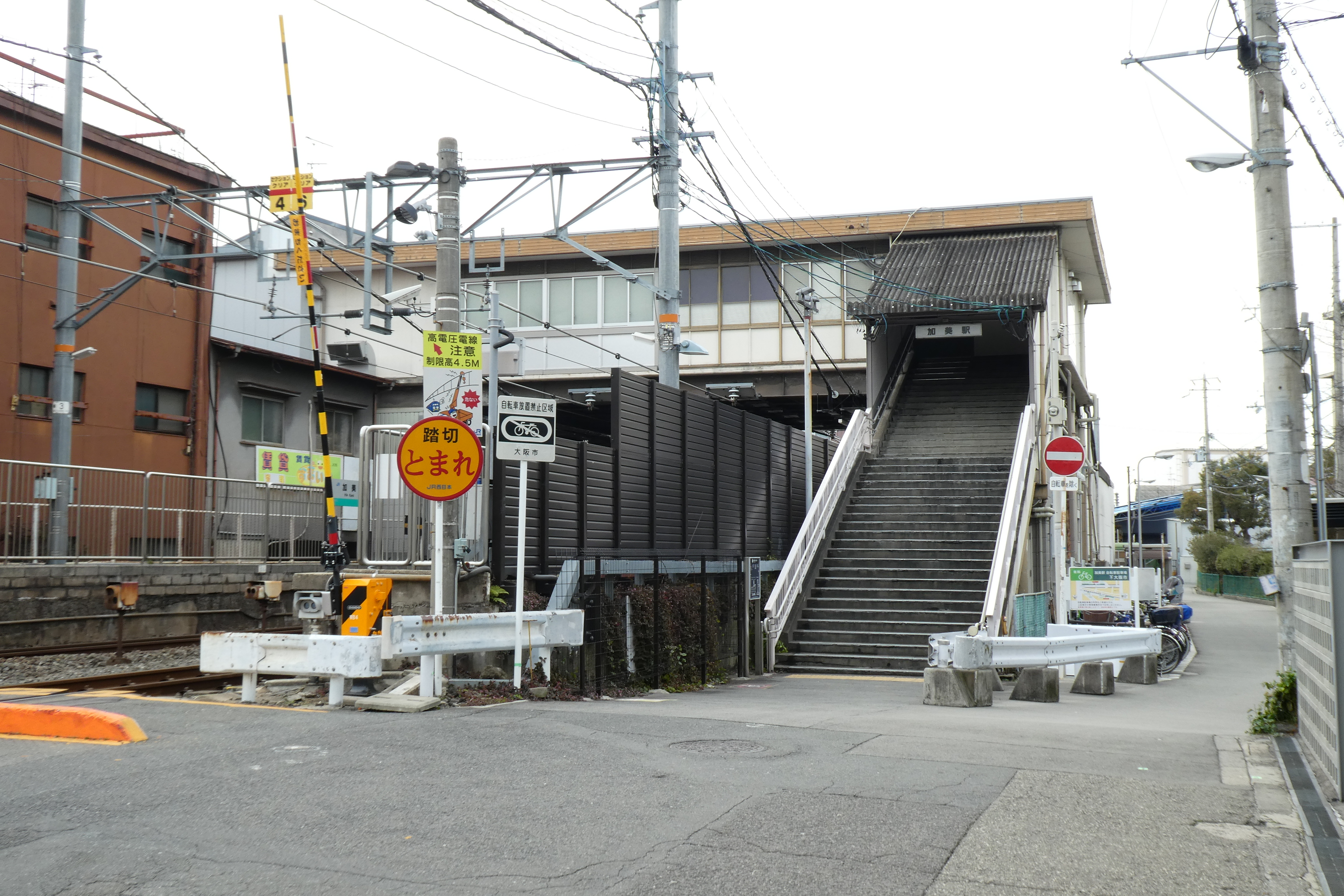
北口（2020年1月）

八尾駅が管理。ICカード乗車券「ICOCA」が利用することができる（相互利用可能ICカードはICOCAの項を参照）。

### のりば
| のりば | 路線     | 方向 | 行先                      |
| ------ | -------- | ---- | ------------------------- |
| 1      | 大和路線 | 上り | 王寺・奈良方面 / 高田方面 |
| 2      | 大和路線 | 下り | 天王寺・JR難波・大阪方面  |

- 上表の路線名は旅客案内上の名称（愛称）で表記している。

### 配線図
|                       | ↑ おおさか東線 放出方面                                         |                     |
| ← 関西本線 JR難波方面 | 久宝寺駅 - 平野駅間および久宝寺駅 - 衣摺加美北駅間 構内配線略図 | → 関西本線 加茂方面 |
| 凡例 出典:            |                                                                 |                     |

### バリアフリー化工事
2014年（平成26年）9月頃よりバリアフリー化の工事が開始され、2015年11月28日からエレベーターが使用開始、2016年1月13日に多目的トイレを含む全ての工事が完成した。バリアフリー化後は、エレベーター3基（改札内上り、改札内下り、改札外南側）、階段の2段手すり、内方線付点字ブロック、多機能トイレ（下りホーム）が整備された。工事の進捗に伴い、2014年12月20日から改札外の南側階段が使用停止されたため、朝・夕時間帯（6時30分～9時および16時～22時）のみ下りホーム直結の南改札口が設置されていた。

## 利用状況
2023年（令和5年）度の1日平均乗車人員は7,183人である。
2008年度に特に乗車人員が減少（-946人）したが、これは当駅から北東約100 mの場所におおさか東線の新加美駅（2008年度の乗車人員は1日平均1,302人）が開業した影響である。
各年度の1日平均乗車人員の推移は以下の通りである。
| 年度               | 1日平均 乗車人員 | 出典          |
| ------------------ | ---------------- | ------------- |
| 1988年（昭和63年） | 11,297           | [ 大阪府 1 ]  |
| 1989年（平成元年） | 11,548           | [ 大阪府 1 ]  |
| 1990年（平成02年） | 11,711           | [ 大阪府 2 ]  |
| 1991年（平成03年） | 11,821           | [ 大阪府 3 ]  |
| 1992年（平成04年） | 11,778           | [ 大阪府 4 ]  |
| 1993年（平成05年） | 11,863           | [ 大阪府 5 ]  |
| 1994年（平成06年） | 11,833           | [ 大阪府 6 ]  |
| 1995年（平成07年） | 11,740           | [ 大阪府 7 ]  |
| 1996年（平成08年） | 11,689           | [ 大阪府 8 ]  |
| 1997年（平成09年） | 11,428           | [ 大阪府 9 ]  |
| 1998年（平成10年） | 11,279           | [ 大阪府 10 ] |
| 1999年（平成11年） | 11,096           | [ 大阪府 11 ] |
| 2000年（平成12年） | 11,141           | [ 大阪府 12 ] |
| 2001年（平成13年） | 10,965           | [ 大阪府 13 ] |
| 2002年（平成14年） | 10,681           | [ 大阪府 14 ] |
| 2003年（平成15年） | 10,733           | [ 大阪府 15 ] |
| 2004年（平成16年） | 10,678           | [ 大阪府 16 ] |
| 2005年（平成17年） | 10,533           | [ 大阪府 17 ] |
| 2006年（平成18年） | 10,521           | [ 大阪府 18 ] |
| 2007年（平成19年） | 10,403           | [ 大阪府 19 ] |
| 2008年（平成20年） | 9,457            | [ 大阪府 20 ] |
| 2009年（平成21年） | 9,127            | [ 大阪府 21 ] |
| 2010年（平成22年） | 9,146            | [ 大阪府 22 ] |
| 2011年（平成23年） | 9,096            | [ 大阪府 23 ] |
| 2012年（平成24年） | 9,169            | [ 大阪府 24 ] |
| 2013年（平成25年） | 9,199            | [ 大阪府 25 ] |
| 2014年（平成26年） | 8,816            | [ 大阪府 26 ] |
| 2015年（平成27年） | 8,854            | [ 大阪府 27 ] |
| 2016年（平成28年） | 9,011            | [ 大阪府 28 ] |
| 2017年（平成29年） | 9,111            | [ 大阪府 29 ] |
| 2018年（平成30年） | 8,871            | [ 大阪府 30 ] |
| 2019年（令和元年） | 8,534            | [ 大阪府 31 ] |
| 2020年（令和02年） | 6,967            | [ 大阪府 32 ] |
| 2021年（令和03年） | 6,883            | [ 大阪府 33 ] |
| 2022年（令和04年） | 7,082            | [ 大阪府 34 ] |
| 2023年（令和05年） | 7,183            | [ 大阪府 35 ] |

## 駅周辺
近接しておおさか東線の新加美駅が存在するが、乗換駅とはみなされておらず、両駅を介した運賃通算の制度も設けられていない。よって平野方面からおおさか東線を利用するには、隣の久宝寺駅で乗り換えとなる。
駅周辺には中小企業の工場が多い。タクシー乗り場はなく、駅前ロータリーも整備されていない。
駅南側
- 重要文化財 奥田邸
- がんこ平野郷屋敷
- 菅原神社
- 新家天満宮
- 善正寺
- 鞍作寺
- 鞍作公園
- 日本郵便 平野加美西郵便局
- 平野区役所加美出張所
- 大阪市立平野区老人福祉センター
- 大阪市立加美南中学校
- 大阪市立加美南部小学校
- 大阪市立平野図書館
- 松井記念病院
- JA大阪市加美南支店
- スーパーサンコー加美店
- コーナンPRO平野店
- アイコム本社
- 大阪府道5号大阪港八尾線
- 大阪シティバス「加美」停留所 - 19号系統

駅北側
- 新加美駅（おおさか東線）
- 久宝寺緑地
- 平野加美東郵便局
- 大阪市営加美絹木住宅
- 大阪市立加美中学校
- 大阪市立加美小学校
- 大阪市立加美東小学校
- 平野ドライビングスクール
- 加美自動車教習所
- 大阪シティ信用金庫 加美北支店
- 万代 加美店
- ドラッグストア サーバ 平野加美東店
- ヤマト運輸 平野加美営業所
- 寺崎電気産業 加美工場

## 隣の駅
西日本旅客鉄道（JR西日本）
 大和路線（関西本線）
■大和路快速・■快速・■区間快速
通過
■普通
久宝寺駅 (JR-Q24) - 加美駅 (JR-Q23) - 平野駅 (JR-Q22)

### 記事本文

### 利用状況
1. ↑  大阪府統計年鑑 - 大阪府
2. ↑  大阪市統計書 - 大阪市

#### 大阪府統計年鑑
1. 1 2  大阪府統計年鑑（平成2年） (PDF)
2. ↑  大阪府統計年鑑（平成3年） (PDF)
3. ↑  大阪府統計年鑑（平成4年） (PDF)
4. ↑  大阪府統計年鑑（平成5年） (PDF)
5. ↑  大阪府統計年鑑（平成6年） (PDF)
6. ↑  大阪府統計年鑑（平成7年） (PDF)
7. ↑  大阪府統計年鑑（平成8年） (PDF)
8. ↑  大阪府統計年鑑（平成9年） (PDF)
9. ↑  大阪府統計年鑑（平成10年） (PDF)
10. ↑  大阪府統計年鑑（平成11年） (PDF)
11. ↑  大阪府統計年鑑（平成12年） (PDF)
12. ↑  大阪府統計年鑑（平成13年） (PDF)
13. ↑  大阪府統計年鑑（平成14年） (PDF)
14. ↑  大阪府統計年鑑（平成15年） (PDF)
15. ↑  大阪府統計年鑑（平成16年） (PDF)
16. ↑  大阪府統計年鑑（平成17年） (PDF)
17. ↑  大阪府統計年鑑（平成18年） (PDF)
18. ↑  大阪府統計年鑑（平成19年） (PDF)
19. ↑  大阪府統計年鑑（平成20年） (PDF)
20. ↑  大阪府統計年鑑（平成21年） (PDF)
21. ↑  大阪府統計年鑑（平成22年） (PDF)
22. ↑  大阪府統計年鑑（平成23年） (PDF)
23. ↑  大阪府統計年鑑（平成24年） (PDF)
24. ↑  大阪府統計年鑑（平成25年） (PDF)
25. ↑  大阪府統計年鑑（平成26年） (PDF)
26. ↑  大阪府統計年鑑（平成27年） (PDF)
27. ↑  大阪府統計年鑑（平成28年） (PDF)
28. ↑  大阪府統計年鑑（平成29年） (PDF)
29. ↑  大阪府統計年鑑（平成30年） (PDF)
30. ↑  大阪府統計年鑑（令和元年） (PDF)
31. ↑  大阪府統計年鑑（令和2年） (PDF)
32. ↑  大阪府統計年鑑（令和3年） (PDF)
33. ↑  大阪府統計年鑑（令和4年） (PDF)
34. ↑  大阪府統計年鑑（令和5年） (PDF)
35. ↑  大阪府統計年鑑（令和6年） (PDF)